# Jüdischer Friedhof (Bad Homburg vor der Höhe)

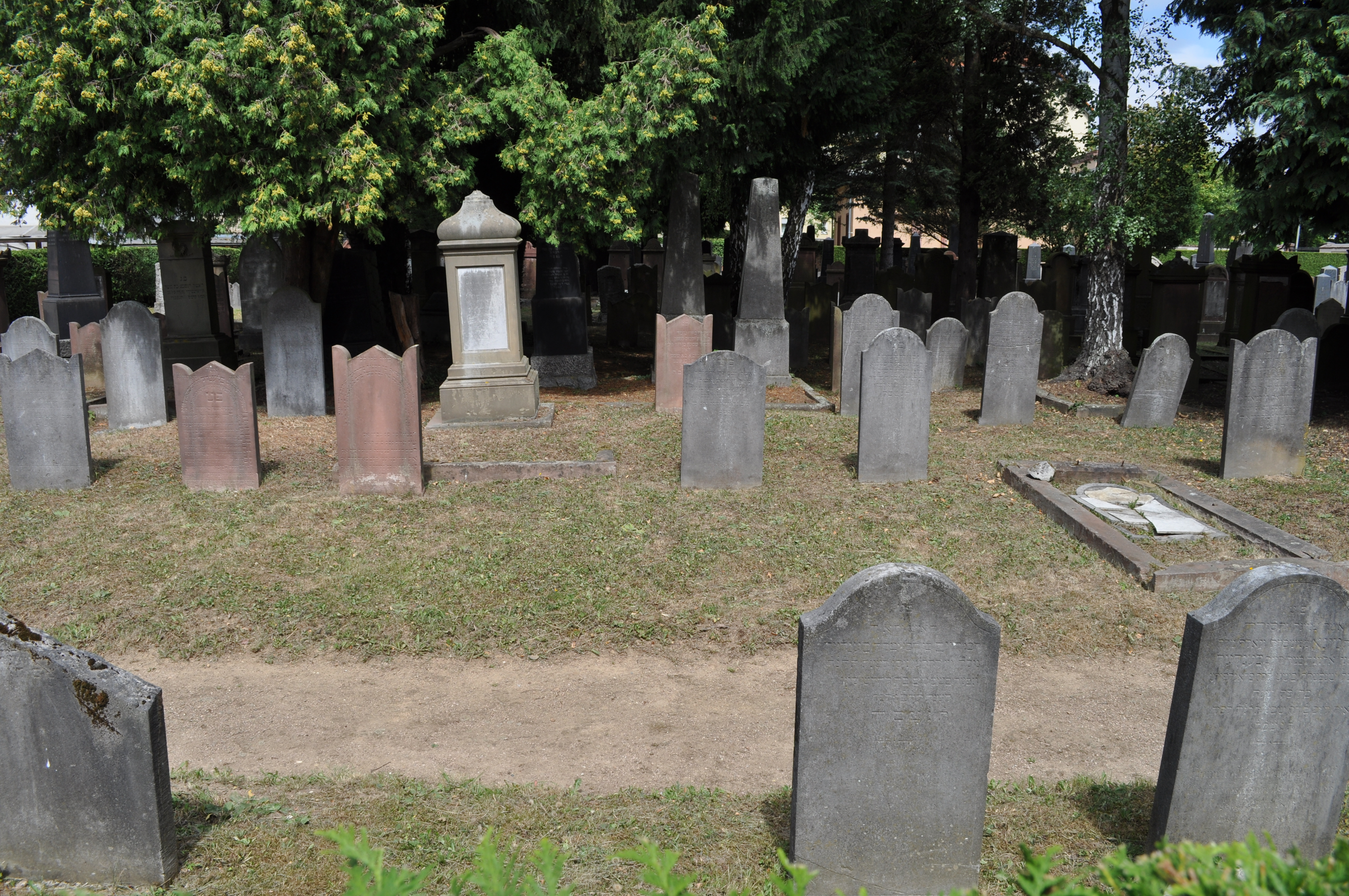
Jüdischer Friedhof in Bad Homburg vor der Höhe

Der Jüdische Friedhof Bad Homburg vor der Höhe ist ein jüdischer Friedhof in Bad Homburg vor der Höhe im hessischen Hochtaunuskreis. Er ist ein geschütztes Kulturdenkmal.

## Beschreibung
Der Friedhof befindet sich im Gluckensteinweg 50a in der Nähe der Kreuzung Götzenmühlweg. Auf dem Friedhof, der eine Fläche von 2.673 m² hat, sind einige Gräber von Kurgästen aus Russland und England vorhanden, die während ihres Kuraufenthaltes in Bad Homburg verstorben sind.

### Leichenhalle

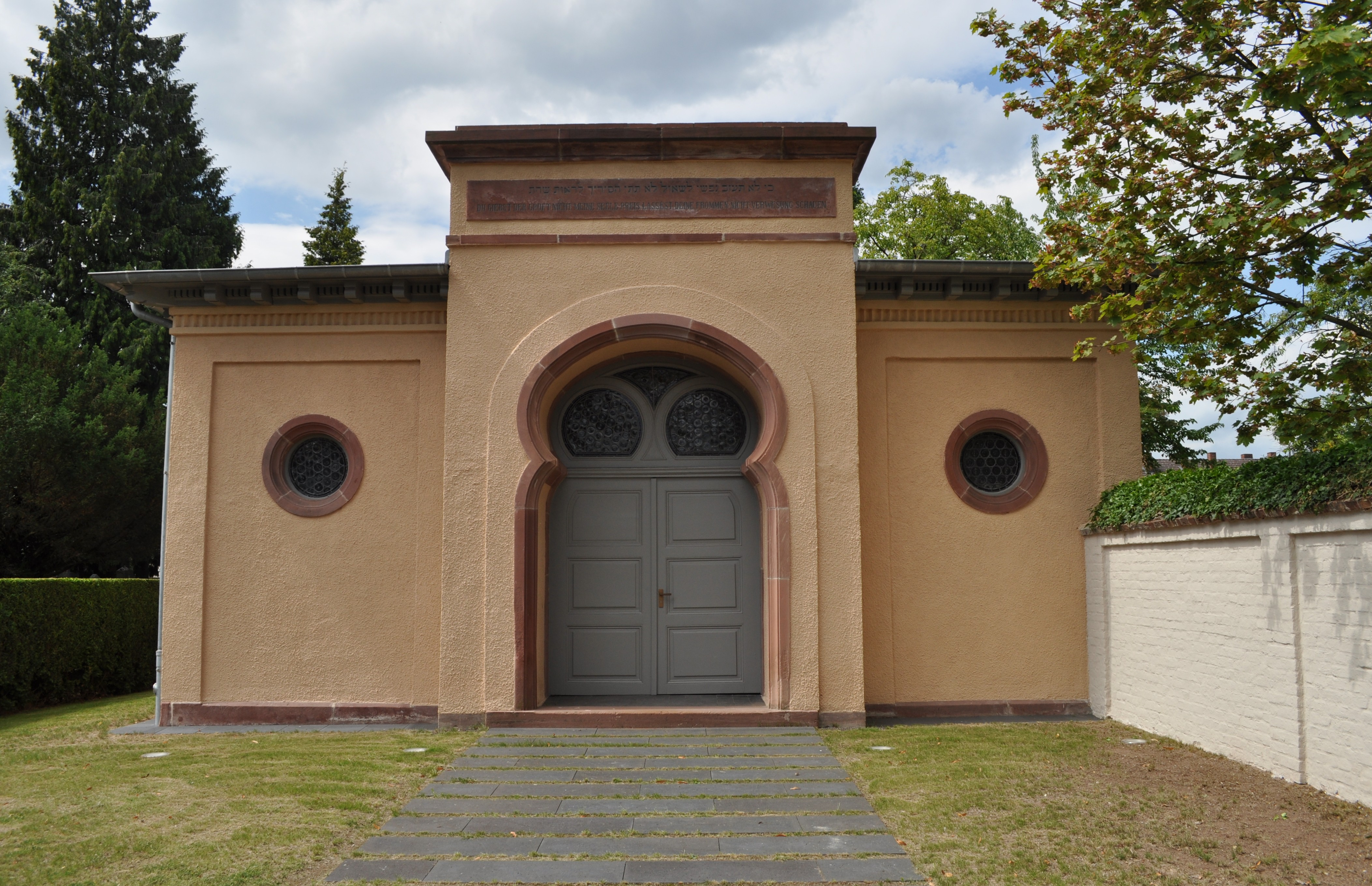
Leichenhalle

Die Leichenhalle war ursprünglich ein schlichtes Gebäude. 1913 wurde sie nach einem Entwurf von Louis Jacobi in orientalischem Stil renoviert und verschönert. 2009 erfolgte eine Grundsanierung des Gebäudes durch die Stadt Bad Homburg für 300.000 €. Die Inschrift über dem Eingang lautet:

„Du gibst der Gruft nicht meine Sele preis. Lasset Deine Frommen nicht Verwesung schauen“

## Geschichte
Der Friedhof wurde im Jahr 1865 angelegt, die Einfassungsmauer wurde 1881 errichtet. 1884 wurde das Leichenhaus fertiggestellt. Im Jahr 1934 wurde der Friedhof geschändet. Dabei wurden zahlreiche Grabsteine umgeworfen und zum Teil schwer beschädigt.
Nachdem die jüdische Gemeinde in der Kurstadt 1942 ausgelöscht worden war, ging der Friedhof 1948 in den Besitz der Jüdischen Gemeinde Frankfurt über.

### Alter jüdischer Friedhof
Bereits im 17. Jahrhundert bestand in Homburg ein jüdischer Friedhof. Seine Lage in Homburg ist nicht mehr bekannt.
Bis um 1900 war im Volksmund noch eine Flurbezeichnung „Judenkirchhof“ gebräuchlich.
Für das Jahr 1684 liegt ein Gesuch um die Genehmigung zur Errichtung von „Leichensteinen“ und von einem Zaun vor. Dort wurden dann auch die Toten der jüdischen Gemeinde Oberursel beigesetzt. Die letzte Beisetzung auf dem alten Friedhof in Homburg soll um 1790 stattgefunden haben.
Bereits 1703 beteiligte sich die Jüdische Gemeinde Homburg bei der Neuanlage des Friedhofes bei Seulberg. Seit der Schließung des alten Homburger Friedhofes wurden bis 1864/65 die Toten der Homburger Gemeinde in Seulberg beigesetzt.